# Cursdorf

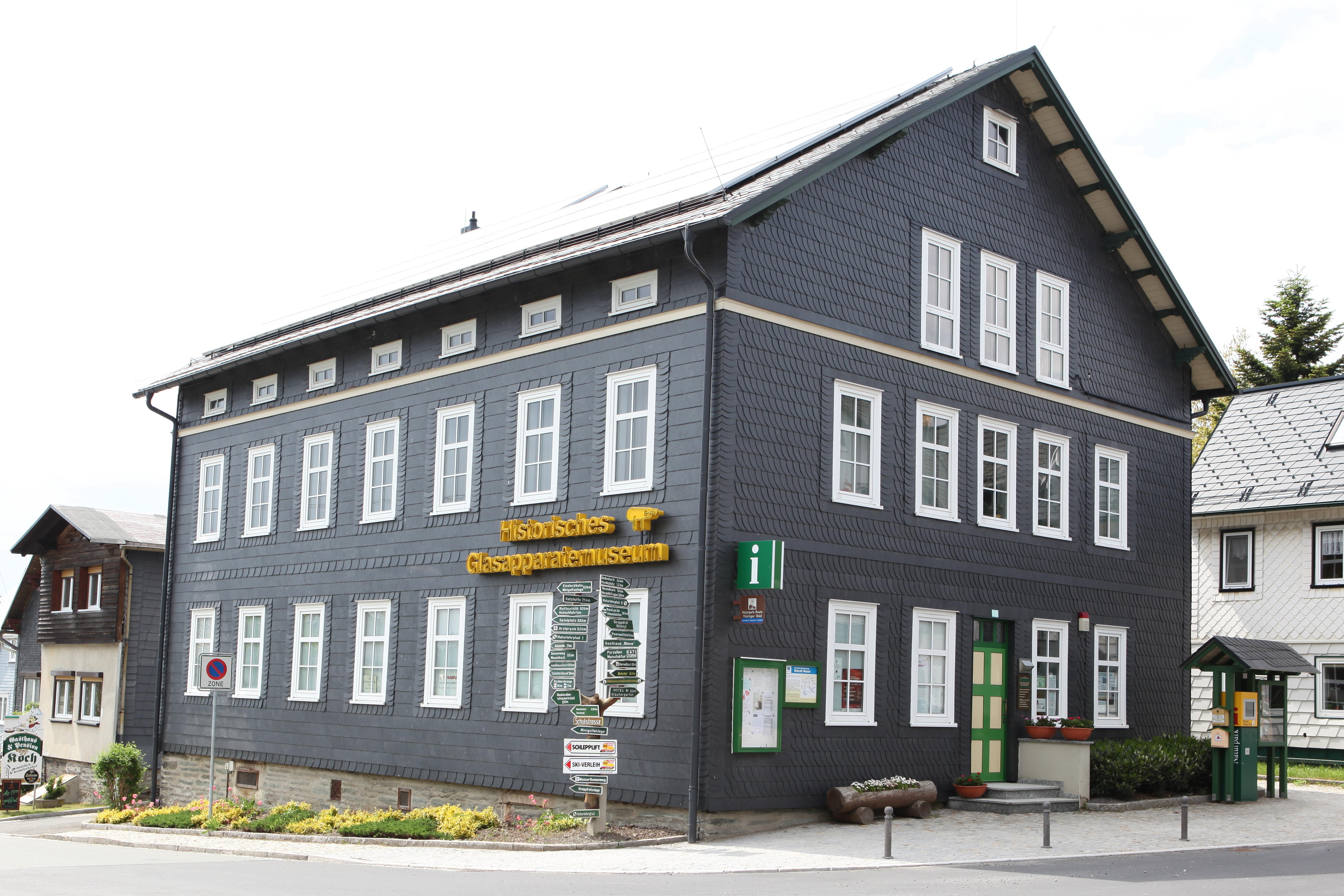
Historisches Glasapparatemuseum Cursdorf

Cursdorf ist eine Gemeinde im Landkreis Saalfeld-Rudolstadt in Thüringen (Deutschland). Die Gemeinde gehört der Verwaltungsgemeinschaft Schwarzatal an, die ihren Verwaltungssitz in der Stadt Schwarzatal hat.

## Geografie
Der staatlich anerkannte Erholungsort Cursdorf ist der höchstgelegene Ort in der Region und liegt im Naturpark Thüringer Wald auf einem Bergsattel zwischen Schwarzatal und Lichtetal.

## Geschichte
Der Ort wurde erstmals 1537 als Cunradesdorf urkundlich erwähnt. Der Ort an einer alten Handelsstraße von Erfurt nach Nürnberg gehörte zur Grafschaft Schwarzburg-Rudolstadt. Die Einwohnerschaft des Ortes war traditionell in der Forstwirtschaft und in der Glasverarbeitung tätig, außerdem auch im Olitätenhandel. Nach dem Bau der Gasanstalt im Nachbarort Oberweißbach und dem Bau einer Gasleitung entwickelte sich in Cursdorf ab 1905 vor allem die Glasbläserei. Bis 1918 gehörte der Ort zur Oberherrschaft des Fürstentums Schwarzburg-Rudolstadt.
1923 wurde Cursdorf zum Endpunkt der Oberweißbacher Bergbahn.
1920 kam der Ort zum Landkreis Rudolstadt, 1952 zum Kreis Neuhaus am Rennweg.
Ende der 1920er Jahre wurde unter Notstandsbedingungen zur Zeit der Weltwirtschaftskrise am Nordhang des Rosenberges mit dem Bau der Friedensschanze begonnen. Mit der Fertigstellung 1932 wurde es die größte Naturschanze Europas, der Schanzenrekord liegt bei 91,0 m. Als G. Beyer aus Cursdorf an einem Springen in Schierke teilnahm, bewegte er Hans Renner, mit der Nationalmannschaft nach Cursdorf zu fahren. In ihr befanden sich so namhafte Springer wie Harry Glaß, Werner Lesser, Franz Knappe, Queck u. a.
Heute ist die Anlage im Tal der weißen Schwarza zugewachsen und nur noch zu erahnen.

## Politik

### Gemeinderat
Der Rat der Gemeinde Cursdorf besteht aus 8 Ratsfrauen und Ratsherren.
- CDU 5 Sitze
- SPD 3 Sitze

(Stand: Kommunalwahl am 27. Juni 2004)

### Bürgermeister
Der ehrenamtliche Bürgermeister Frank Eilhauer wurde am 5. Juni 2016 wiedergewählt.

### Wappen
Das Wappen wurde am 2. Dezember 1991 genehmigt.
Blasonierung: „Gespalten von Gold und Blau mit silbernem Schildfuß; vorn eine grüne Tanne, hinten ein aufgerichteter rechtsgewendeter goldener Löwe, im Schildfuß eine rote Streugabel über einem roten Rosskamm.“

## Kultur und Sehenswürdigkeiten

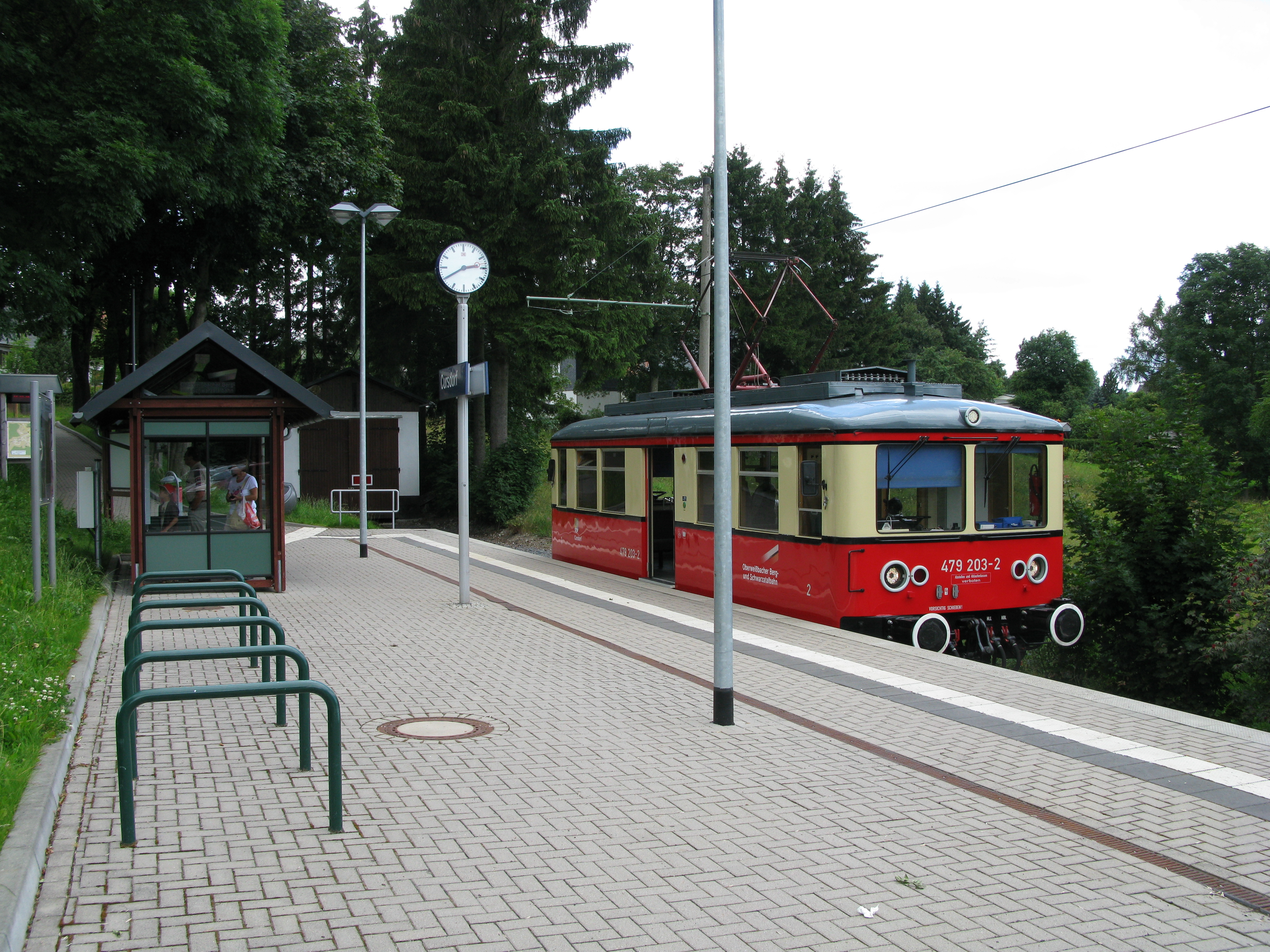
Zug der Oberweißbacher Bergbahn in Cursdorf

- Historisches Glasapparatemuseum

## Verkehr
Die Flachstrecke der Oberweißbacher Bergbahn verbindet Cursdorf über Oberweißbach mit Lichtenhain, wo eine Standseilbahn mit Güterbühne die Verbindung zur Schwarzatalbahn herstellt.

## Söhne und Töchter von Cursdorf

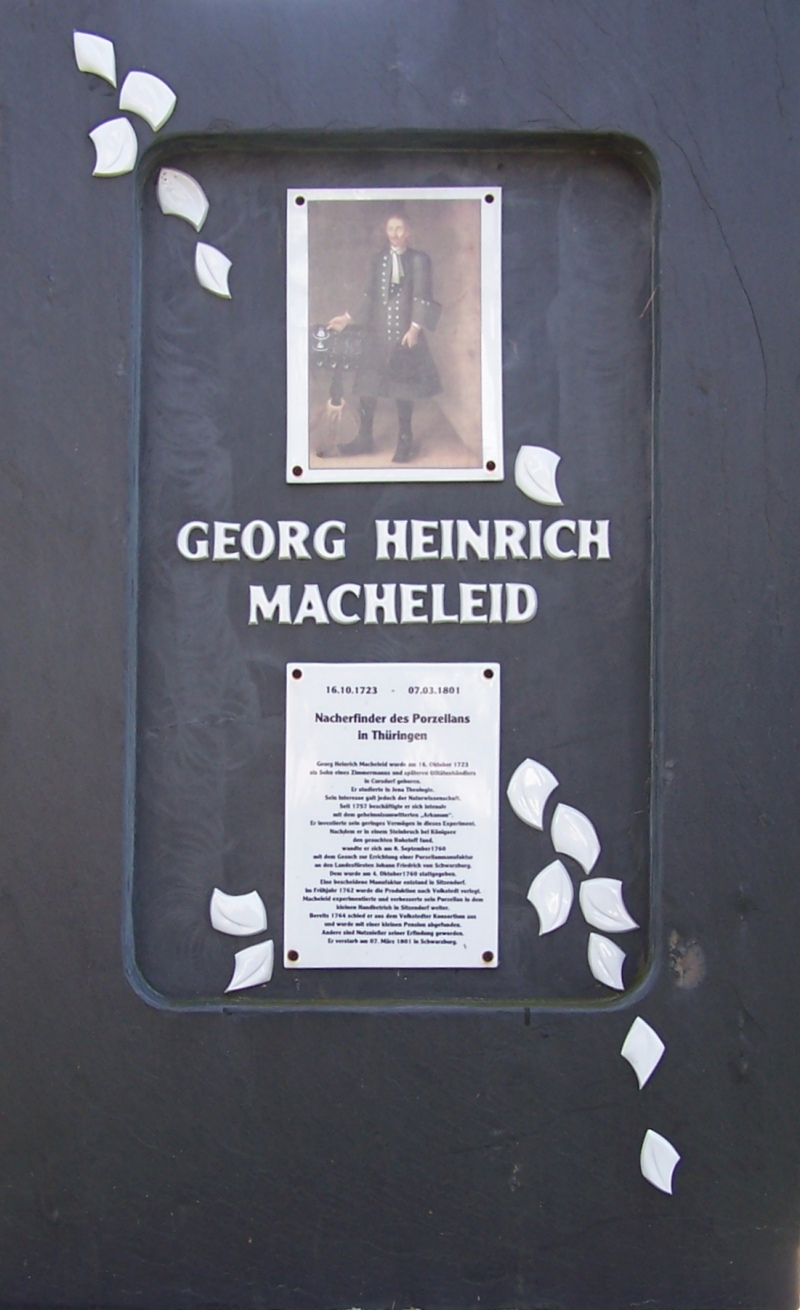
Macheleid-Denkmal

- Georg Heinrich Macheleid (1723–1801), einer der Nacherfinder des Porzellans ca. 50 Jahre nach Johann Friedrich Böttger und Ehrenfried Walther von Tschirnhaus
- Otto Preßler (1875–1946), deutscher Glasbläser und Unternehmer in Leipzig[3]
- Rudolf Preßler (1877–1935), deutscher Glasbläser und Unternehmer in Cursdorf
- Arno Bergmann (1882–1960), deutscher Lepidopterologe
- Gerhard Mey (1927–1997), deutscher Pianist und Musikpädagoge